# Pristimantis bellona
Pristimantis bellona är en groddjursart som först beskrevs av Lynch 1992.  Pristimantis bellona ingår i släktet Pristimantis och familjen Strabomantidae. IUCN kategoriserar arten globalt som starkt hotad. Inga underarter finns listade i Catalogue of Life.